# Krzysztof Brzozowski (lekkoatleta)
Krzysztof Brzozowski (ur. 15 lipca 1993 w Katowicach) – polski lekkoatleta, kulomiot.
W 2009 roku zdobył srebrny medal podczas mistrzostw świata juniorów młodszych – był to pierwszy medal tej imprezy zdobyty przez Polaków po 6 letniej przerwie. Wywalczył złoty medal igrzysk olimpijskich młodzieży w Singapurze w sierpniu 2010. Na koniec sezonu 2010 zajął trzecie miejsce w plebiscycie European Athletics na wschodzącą gwiazdę europejskiej lekkoatletyki. W 2011 został mistrzem Europy juniorów oraz brązowym medalistą seniorskich mistrzostw Polski. W 2012 zdobył brązowy medal halowych mistrzostw kraju. Latem został wicemistrzem świata juniorów.

## Osiągnięcia
| Rok  | Impreza                                        | Miejsce    | Pozycja           | Wynik |
| ---- | ---------------------------------------------- | ---------- | ----------------- | ----- |
| 2009 | Mistrzostwa świata juniorów młodszych          | Bressanone | 2. miejsce        | 20,89 |
| 2010 | Kwalifikacje do igrzysk olimpijskich młodzieży | Moskwa     | 1. miejsce        | 21,91 |
| 2010 | Igrzyska olimpijskie młodzieży                 | Singapur   | 1. miejsce        | 23,23 |
| 2011 | Mistrzostwa Europy juniorów                    | Tallinn    | 1. miejsce        | 20,92 |
| 2012 | Mistrzostwa świata juniorów                    | Barcelona  | 2. miejsce        | 21,78 |
| 2015 | Zimowy puchar Europy w rzutach                 | Leiria     | 2. miejsce (U-23) | 19,27 |
| 2015 | Młodzieżowe mistrzostwa Europy                 | Tallinn    | 10. miejsce       | 18,16 |

## Rekordy życiowe
- pchnięcie kulą (7,26 kg, stadion) – 19,57 (2015)
- pchnięcie kulą (7,26 kg, hala) – 19,55 (2015), Brzozowski jest nieoficjalnym rekordzistą Europy 15-latków (16,89 w 2009[5])
- pchnięcie kulą (5 kg) – 23,23 (2010); były rekord świata kadetów[6], rekord Europy kadetów[7]; Polak jest pierwszym kulomiotem w historii, który kulą o wadze 5 kg. przekroczył granicę 23 metrów[8][9]
- pchnięcie kulą (hala) (5 kg) – 20,16 (2010); do 2013 rekord Polski kadetów[10]
- pchnięcie kulą (6 kg) – 21,78 (2012) były rekord Polski juniorów, w 2010 z wynikiem 20,81 ustanowił (nieaktualny już) rekord świata kadetów[11]
- pchnięcie kulą (6 kg, hala) – 20,62 (2012) były rekord Polski juniorów